# Romániai magyar illegális munkásmozgalmi sajtó
Illegális mozgalmi sajtó – a romániai munkásmozgalom magyar nyelvű kiadványait öleli fel, a KRP, a KISZ, az Egységes Szakszervezetek, a Városi és Falusi Dolgozók Blokkja, a Vörös Segély és más szervezetek kiadásában 1924 májusától, a Román Kommunista Párt illegalitásba tételével kezdődően, az 1944. augusztus 23-iki átállásig.

## Az illegális sajtó szervezete, tematikája, nyelve
Az illegális mozgalom magyar nyelvű sajtója a Román Kommunista Párt (RKP), ill. az általa irányított szervezetek központi vezetőségének, részben területi szerveinek, továbbá helyi szervezeteinek hosszabb-rövidebb időtartamú sajtótermékei voltak, kéziratos vagy gépírásos formában, különböző módszerekkel sokszorosítva. Csak ritkábban készültek titkos nyomdai úton
Az illegális mozgalmi sajtó tematikája azokat az ideológiai, politikai, szervezeti kérdéseket foglalta magában, amelyek a tőkés-földesúri rendszer elleni harc mindennapi és távlati sikereit voltak hivatva elősegíteni, alkalmazkodva a politikai helyzetből adódó feltételek megszabta szervezeti formák kialakításához, a harci módszerek alkalmazásához, nemkülönben a tömegmozgalmak célkitűzéseinek meghatározásához a kizsákmányolás, az állampolgári jogok korlátozása, a fasizmus elleni, az ország függetlenségének megvédéséért, a katonai fasiszta diktatúra megdöntéséért folytatott harcban. Az illegális mozgalmi sajtó szerkesztéséből, anyagának megírásából a romániai kommunista mozgalom élharcosai mellett számos munkás, paraszt és értelmiségi vette ki a részét, segítve terjesztését a dolgozók körében.
A magyar nyelven megjelent illegális újságok és kiadványok nagy száma is jelzi, hogy a KRP nagy jelentőséget tulajdonított a román nép és a vele együtt élő nemzetiségek közös harci frontja kialakításának, annak, hogy célkitűzéseik a tömegek minél szélesebb rétegeiben anyanyelvükön tudatosulhassanak.

## A romániai magyar nyelvű illegális sajtó (1924-1944)
1. Ifjú Leninista. A KISZ magyar nyelvű központi lapja. Bukarest. Megjelenik 1924. december és 1927. december között, megszakításokkal. Eddig 9 száma ismeretes.
2. 1925. Május 1. Megjelenik Kolozsváron a KRP kiadásában. Egyetlen szám.
3. Bilincs. A kolozsvári katonai börtön politikai foglyainak kiadványa 1926 decemberében. Egyetlen szám.
4. Emléklap. A KRP kiadványa 1929 januárjában Temesváron, Rosa Luxemburg és Karl Liebknecht meggyilkolásának 10. évfordulója alkalmából.
5. Vörös Lobogó. A KRP temesvári helyi bizottságának kiadványa 1929. július és 1930. szeptember között. Eddig 3 száma ismeretes 1929-ből és egy száma 1930-ból.
6. A Kommunisták Romániai Pártja Erdélyi Tartományi Értesítője. Megjelent 1929. július és 1933. április között, megszakításokkal, váltakozó címmel. Eddig ismeretes számai: 1929. július–november; 1930. január–október; 1932. január–február; 1933. február–április.
7. Ifjú Kommunista. Kiadja a KISZ II. kerületének 1. szekciója Temesváron, 1929. július és szeptember között. Eddig első 3 száma ismeretes.
8. Ifjú Kommunista. Kiadja a KISZ 1929 novemberében. Egy száma ismeretes. A nagyváradi ifjúmunkások lapja.
9. Ifjúmunkás. Szerkesztik és kiadják a Marosvásárhelyi Ifjúmunkás Szervezet Üzemi Bizottságai, 1929 októberében. Egy száma ismeretes.
10. Ifjú Bolsevik. Kiadja a KISZ III. kerülete Marosvásárhelyen, 1929. november és 1930. január között. Két száma ismeretes.
11. Avantgárda. Kiadja a KISZ III. kerületének első szekciója Marosvásárhelyen 1929 és 1930 októbere között. Egy száma ismeretes 1930 novemberéből.
12. A munkanélküli. Kiadja a Temesvári Egységes Szakszervezetek mellett működő munkanélküli bizottság, 1930. március 2–27. között. 2. száma ismeretes.
13. Földmunkás. Kiadja a nagyváradi Városi és Falusi Dolgozók Blokkja helyi bizottsága 1930. május és december között. Első három száma ismeretes.
14. Egységes Ifjúmunkás. Kiadja az Egységes Ifjúmunkás Szekció Temesváron 1930. július és október között. Két száma ismeretes.
15. Egységes Munkás. Kiadják a Temesvári Egységes Szakszervezetek, 1930 júniusától. Hat száma ismeretes.
16. Egységfront. A marosvásárhelyi felnőtt és ifjú üzemi és munkanélküli bizottságok kiadása 1930 júliusában és 1931. február 15-én.
17. Lenin Követői. Kiadja a KISZ nagyváradi szervezete 1930-ban. Ismeretes a 2–3. száma júniusból.
18. Cella. Szerkesztették a kolozsvári börtön politikai foglyai 1930 augusztusában.
19. Falusi Dolgozó. Kiadja a KISZ kolozsvári bizottsága 1930 októberében. (A KISZ Parasztreszortja.)
20. Földmunkás. Kolozsvárt 1930-ban, a KRP és a KISZ helyi bizottságának kiadásában.
21. Vörös Segély. Tartományi értesítő. Kolozsvár, 1930. október – 1934. április, megszakításokkal. Eddig 7 száma ismeretes.
22. Lenin Követői. A KISZ Erdélyi Tartományi Értesítője. Kolozsvár, 1931. Egy száma ismeretes.
23. Ifjú Dolgozó. Az Egységes Szakszervezetek kolozsvári ifjúsági csoportjának kiadványa, 1931–1932.
24. Kommunista Ifjú Rohamos. Kiadja a KISZ Erdélyi Tartományi Titkársága. Kolozsvár, 1931. augusztus – 1933. Eddig 4 száma ismeretes.
25. Egeresi Ifjú Harcos. Egeresi forradalmi ifjúmunkások kiadványa 1931 novemberében. Egy száma ismeretes.
26. Textilmunkás. Kiadja a KRP aradi szekciójának textilgyári sejtje. 1931. október. Egyetlen szám.
27. Nyomor. Kiadja a KRP Akció Bizottsága Déván, 1931 novemberében. Ez a száma ismeretes.
28. Szatmári Kommunista. Kiadja a KRP Szatmár megyei tagozata. 1931. december – 1932. augusztus 15. Két száma ismeretes.
29. Ifjú Dolgozó. Kiadja a kolozsvári Egységes Szakszervezetek Ifjú Csoportja. – 1932. február. A 7-es száma ismeretes.
30. Ifjú Bolsevik. Kiadja a KISZ brassói szekciója, 1932 januárjától. Első száma ismeretes.
31. Ifjúmunkás. Kiadja a KISZ temesvári szervezete 1932 januárjában. Ez a száma ismeretes.
32. A Forradalmár. A KRP aradi szekciójának lapja. 1932. április 15. Ez a száma ismeretes.
33. Vörös Erdély. A KRP Erdélyi Tartományi Bizottságának lapja. 1932. jún. 1. – 1935. máj. 1. Megszakításokkal jelenik meg. Eddig ismert száma: 1932: 1, 4.; 1933: 1, 3–9.; 1934: 9–10.; 1935: 2–5.
34. Vörös Front. A KISZ Erdélyi Tartományának Antimilitarista Lapja. Megjelenik Kolozsvárt, 1932. augusztus és 1933. július között. Két száma ismeretes.
35. Terror ellen. A Romániai Vörös Segély brassói szekciójának lapja. Megjelenik 1932 szeptember–októberében. Eddig ismert a 2. száma.
36. Le a Terrorral. A Vörös Segély Erdélyi Tartományi Bizottságának lapja Kolozsvárt, 1932. szeptember–október. Október 11-i száma ismert.
37. A Nemzetközi Vörös Segély Szatmár megyei Tagozatának Értesítője.(Szatmár megye). 1932. október. Első száma ismert.
38. Tömegakarat. Kiadja a Városi és Falusi Dolgozók Blokkja temesvári szekciója. 1932. november. Egyetlen szám.
39. Barcasági Forradalmár. Kiadja a KRP brassói szekciója. 1932. november – 1933. augusztus. Eddig két száma ismeretes.
40. Gummi Gyár. A brassói gumigyár üzemi lapja. 1932–1933. Egy száma ismert.
41. Terror ellen. Kolozsvár, 1932. december – 1933. Két száma ismert.
42. Tömegharc a Fehér Terror Ellen. A Vörös Segély Erdélyi és Bánáti Tartományi Bizottságának kiadványa. 1933. január.
43. Kommunista Ifjúmunkás. Kiadja a KISZ Erdélyi Tartományi Bizottsága. Kolozsvár (?), 1935. január. Ismert számai: 1933: 4, 5, 7.; 1934: 2–3.; 1935: 1.
44. Le a Terrorral. A Vörös Segély lugosi csoportjának kiadása. 1933. Egy száma ismert.
45. A falu elnyomottjai. Kiadja a kolozsvári Vörös Segély parasztszekciója. 1933. március. Ez a száma ismert.
46. Felszabadulás. Az aradi Vörös Segély kiadása 1933 márciusában.
47. Ifjú Harcos. A KISZ kolozsvári szekciójának kiadványa 1933 májusában.
48. Bánáti Ifjú Kommunista. Kiadja a KISZ Bánáti Kerületi Bizottsága. Temesvár, 1933. július 15. Egyetlen ismert szám.
49. Biharmegyei Kommunista Ifjúmunkás. Kiadja a KISZ Bihar megyei szekciója. Nagyvárad, 1933. szeptember 15. Ez a száma ismert.
50. Szakszervezeti Értesítő. Kiadja a brassói forradalmi szakszervezetek tanácsa, 1933 októberében. Ez a száma ismert.
51. Ifjúharcos. Kiadja a KISZ bánáti tartománya, Temesvárt, 1933 októberében. Ez a szám ismert.
52. Bánáti Szikra. A KRP Bánát Tartományi Bizottságának lapja. Temesvár. 1933. november. Ez a szám ismert.
53. Vörös Paraszt. Kiadja a KRP Erdélyi Tartományának II. Kerületi Bizottsága Désen, 1933 novemberében. Ez a szám ismert.
54. Írjatok! Kiadja az erdélyi proletár sajtóbarátok köre. Kolozsvárt. 1933. szeptember 1.– 1934. március (1–3. szám).
55. Kommunista Ifjúharcos. Kiadja a KISZ Kolozs megyei szekciója. 1934. január.
56. Kaszárnya. A KRP KB-a antimilitarista lapja. 1934. január. Ez a száma ismert.
57. Értesítő. A KRP Központi Bizottsága értesítője. 1934. január–december. Bukarest. Ismertek a 16–19-es számai.
58. Kalapács és Sarló. Kiadja a KRP Erdélyi III. Tartományi Bizottsága Brassóban. 1934. február – 1935. június. Ismert 4 száma.
59. Vörös Zászló. Kiadja a KRP Ilfov megyei bizottsága 1934 márciusában, Bukarestben. Első száma ismert.
60. Kommunista. Kiadja a KRP Kolozs megyei bizottsága 1934 októberében. Ez a szám ismert.
61. Ifjú Kommunista. Kiadja a KISZ Erdélyi Tartományi Bizottsága Kolozsvárt, 1935 januárjában. Ez a szám ismert.
62. Bánáti Kommunista Ifjúmunkás. A KISZ Bánáti Tartományi Bizottságának lapja. Temesvár. 1935. január. Ismert ez a száma.
63. Vörös Zsil-völgye. Kiadja a KRP Zsil-völgyi Tartományi Bizottsága Petrozsényben 1935 áprilisában. Ez a száma ismert.
64. Igazság : a KRP magyar nyelvű hivatalos lapja. Megjelent Kolozsváron 1939. július és 1940. július között havonta. 1939. szeptember és 1940. július között a KRP Erdélyi és Bánáti Területi Bizottságának Közlönye. Ismert számai: 1939: 1–6.; 1940: 1–4.
65. Osztályharc. A KRP Erdélyi és Bánáti Területi Bizottságának Közlönye. Megjelenik Kolozsváron, 1940. február és március. Első két száma ismert.
66. A Segély, Szolidaritás Frontja észak-erdélyi Tartományi Közlönye. Kolozsvárt, 1941 januárjában. Első száma ismert.
67. Vörös Máramaros. A kommunista párt megyei titkárságának kiadványa Máramarosszigeten, 1941. január–március.
68. Vörös Segély és Szolidaritás Frontja Észak-Erdélyi Tartományi Közlönye. Kolozsvárt, 1941. február. Ez a száma ismert.
69. Szabad Szemle. A KRP által irányított illegális kiadvány Temesváron 1941-ben. Ismert száma a májusi (7-es).
70. Szabad Szó. Temesváron, 1941. júl. 7–16. között. Első két száma ismert.
71. Népszabadság. Temesváron 1942. febr. 7. – 1943. okt. között. Eddig ismert számai: 1942: február, május, szeptember; 1943: január, március, július, október.
72. Ellenállás. Temesváron 1942. febr. 20. – 1943. július. Ismert számai: 1942: február, szeptember; 1943: március, július.
73. Bánsági Magyar Szó. Temesváron, 1944 áprilisában. A KRP kiadása. Ez a száma ismert.

## Kapcsolódó információk
- Jordáky Lajos: Bibliografia presei socialiste din Transilvania. Kolozsvár, 1962. Gépirat a Kolozsvári Egyetemi Könyvtárban.
- Veress Pál: Pártsajtó az illegalitásban. Korunk Évkönyv 1974. 87–99.
- Molnos Enikő Anna-Mária: A romániai magyar irodalmi élet illegális és féllegális formái a két világháború között. 1974. (Állami vizsgadolgozat, kéziratban).